# Cratere Tumul
Tumul  è un cratere sulla superficie di Marte.